# Gerard de Kruijff
Gerard Pieter de Kruijff (Buren, 27 januari 1890 – Deventer, 16 oktober 1968) was een Nederlands ruiter.

## Loopbaan
De Kruijff werd tweemaal olympisch kampioen met de Nederlandse ploeg op de military. Op Addio won hij in 1924 in Parijs goud met de Nederlandse ploeg, die verder bestond uit Dolf van der Voort van Zijp, Charles Pahud de Mortanges en Antonius Colenbrander. Zijn beste prestatie tijdens de landenwedstrijd was een zesde plaats tijdens het onderdeel dressuur. In de individuele wedstrijd werd De Kruijff 13e. Ten tijde van de Spelen was hij luitenant bij de cavalerie. Krachtens de reglementen van die tijd was deelname aan de hippische onderdelen op Olympische Spelen alleen weggelegd voor legerofficieren.
Vier jaar later, tijdens de Olympische Zomerspelen 1928 in Amsterdam, prolongeerde de Nederlandse equipe haar titel. De Kruijff, Van der Voort van Zijp en Pahud de Mortanges waren de eerste Nederlandse Olympiërs die daarin slaagden. In de individuele wedstrijd ging De Kruijff na de dressuur aan de leiding op Va-t'-en, een paard dat hij had geleend omdat zijn eigen paard Kakkerlak kreupel was. Tijdens de enduranceproef moest hij de eerste plaats afstaan aan Pahud de Mortanges, die deze niet meer afstond in het concours hippique. De Kruijff eindigde in het eindklassement als tweede.
In Amsterdam deed hij ook mee aan het springconcours. Met de Nederlandse ploeg haalde hij een 10e plaats en in de individuele wedstrijd werd hij 27e.

## Verlichte zit
Tijdens zijn detachering bij de cavalerierijscholen Pinerolo en Tor de Quinto in Rome maakte De Kruijff in 1926 kennis met de verlichte zit, ontwikkeld door Federico Caprilli. Na zijn terugkeer in Nederland introduceerde hij deze methode bij een aan hem toegewezen eskadron en droeg hem verder uit.

## Militaire loopbaan
De Kruijf werd uiteindelijk kolonel bij de cavalerie en kreeg verscheidene onderscheidingen, waaronder die van ridder van Oranje-Nassau met de zwaarden.
1912: Nordlander, Adlercreutz, Casparsson,  Horn af Åminne ·
1920: Mörner, Lundström, von Braun,  Dyrsch ·
1924: Van der Voort van Zijp, Pahud de Mortanges, De Kruijff,  Colenbrander ·
1928: Pahud de Mortanges, De Kruijff, Van der Voort van Zijp ·
1932: Thomson, Chamberlin, Argo ·
1936: Stubbendorf, Lippert, von Wangenheim ·
1948: Henry, Anderson, Thomson ·
1952: von Blixen-Finecke, Stahre, Frölén ·
1956: Weldon, Rook, Hill ·
1960: Morgan, Lavis, Roycroft ·
1964: Checcoli, Angioni, Ravano ·
1968: Allhusen, Meade, Jones ·
1972: Meade, Gordon-Watson, Parker, Phillips ·
1976: Coffin, Plumb, Davidson, Tauskey ·
1980: Blinov, Salnikov, Volkov, Rogosjin ·
1984: Plumb, Stives, Fleischmann, Davidson ·
1988: Erhorn, Baumann, Kaspareit, Ehrenbrink ·
1992: Green, Rolton, Hoy, Ryan ·
1996: Schaeffer, Rolton, Hoy, Dutton ·
2000: Dutton, Hoy, Tinney, Ryan ·
2004: Boiteau, Lyard, Courrèges, Teulère, Touzaint ·
2008: Thomsen, Ostholt, Dibowski, Klimke, Romeike ·
2012: Auffarth, Jung, Klimke, Schrade, Thomsen ·
2016: Laghouag, Lemoine, Nicolas, Vallette ·
2020: Collett, McEwen, Townend ·
2024: Canter, Collett, McEwen